# Imperiums: Greek Wars
Imperiums: Greek Wars je česká počítačová hra z roku 2020. Za hrou stojí české studio Kube Games. Je to historická 4X tahová strategie zasazená do období Filipa Makedonského, která může na první pohled připomínat sérii Civilization.

## Kampaň
Existují tři možnosti: náhodné vygenerování světa, ostrov Peloponés, či dobývání celé oblasti starověkého Řecka. Kampaň starověkého Řecka obsahuje 28 frakcí, zatímco Peloponés jich má 8.

## Hratelnost
Hlavním herním rozhraním je rozsáhlá mapa Řecka, na které se nacházejí zástupci různých národů, za které je možné hrát. Jednotlivé národy mezi sebou vedou války, nebo udržují mír. Státy jsou tvořeny městy, která je třeba spravovat, dále vojsky, kterými je nutné bránit svá území nebo dobývat ta cizí, případně krajiny, které lze rozličnými způsoby kultivovat. Příjem je generován těžbou surovin. Z příjmů je nutné stát obhospodařovat a modernizovat. Hra také nabízí komplexní systém diplomacie a obchodu.